# El bebé del Diablo
Hell Baby o El bebé del Diablo, es una película estadounidense dirigida por los directores Robert Ben Garant y Thomas Lennon. La película fue producida el 20 de enero del 2013 y estrenada ese mismo año el  6 de septiembre. El argumento de esta película es una mezcla de La profecía del no nacido, si bien está basada entre La profecía y El bebé de Rosemary. Su género es más próxima a la comedia que la de terror y por primera vez fue estrenada en salas como en el Festival de Cine de Sundance.

## Sinopsis
Una pareja de esposos, Vanessa (Leslie Bibb) y Jack (Rob Corddry), se trasladan a una casa vieja y embrujada en Nueva Orleans. Desde la Ciudad del Vaticano con la creencia de que ya se ha cumplido la profecía, dos sacerdotes católicos viajaran a los Estados Unidos para dar con el paradero de está pareja contando con la ayuda de dos policías, quienes investigaban los misteriosos crímenes cometidos. Vanessa embarazada de mellizos, sin saber que uno de ellos es el hijo del demonio, empieza a sentirse extraña y su esposo Jack empieza a sospechar sobre los efectos misteriosos de su esposa y de la casa en la que habitan. Tras la aprobación de la Santa Sede para iniciar el exorcismo, Vanessa en su casa es poseída por el Diablo y en pleno exorcismo, da a luz al hijo de su esposo y al otro del maligno, quien empieza a generar la muerte de la hermana de Vanessa, de los policías y a uno de los sacerdotes. Finalmente Jack será quien vencerá al hijo del Diablo para regresarlo al infierno.

## Reparto
- Rob Corddry como Jack.
- Leslie Bibb como Vanessa.
- Keegan-Michael Key como F'resnel.
- Riki Lindhome como Marjorie.
- Paul Scheer como Ron.
- Rob Huebel como Micky.
- Robert Ben Garant como Padre Sebastián.
- Thomas Lennon como Padre Padrigo.
- Michael Ian Black como el doctor Michael Marshall.
- Kumail Nanjiani como Cable Guy.
- Dave Holmes como Rental Car Guy.
- Cathy Shim como muchacha de una escuela católica.
- David Pasquesi como Cardenal Vicente.
- David Wain como el doctor Marsden.